# De tio avatarernas skatt
De tio avatarernas skatt (The Treasure of the Ten Avatars) är en Disneyserie skapad av Don Rosa.
Den handlar om hur Joakim von Anka, Kalle Anka och Knattarna beger sig till Indien för att göra affärer med en skurkaktig maharadja i en fattig delstat. Väl där får de nys om en mytisk stad i djungeln som Alexander den store en gång omnämnt men som sedan försvunnit. Staden skall innehålla en skatt. Äventyret tar dem till en ruinstad i djungeln, full med fällor och för att överleva måste de nyttja alla kunskaper de har om hinduiska gudar, medan de är jagade av den elake och korrupte maharadjan som inte vill att skatten hittas så att folket i delstaten blir rikt.
Serien har bland annat publicerats i Kalle Anka & C:o nr 28 1999.